# Poésie soufie

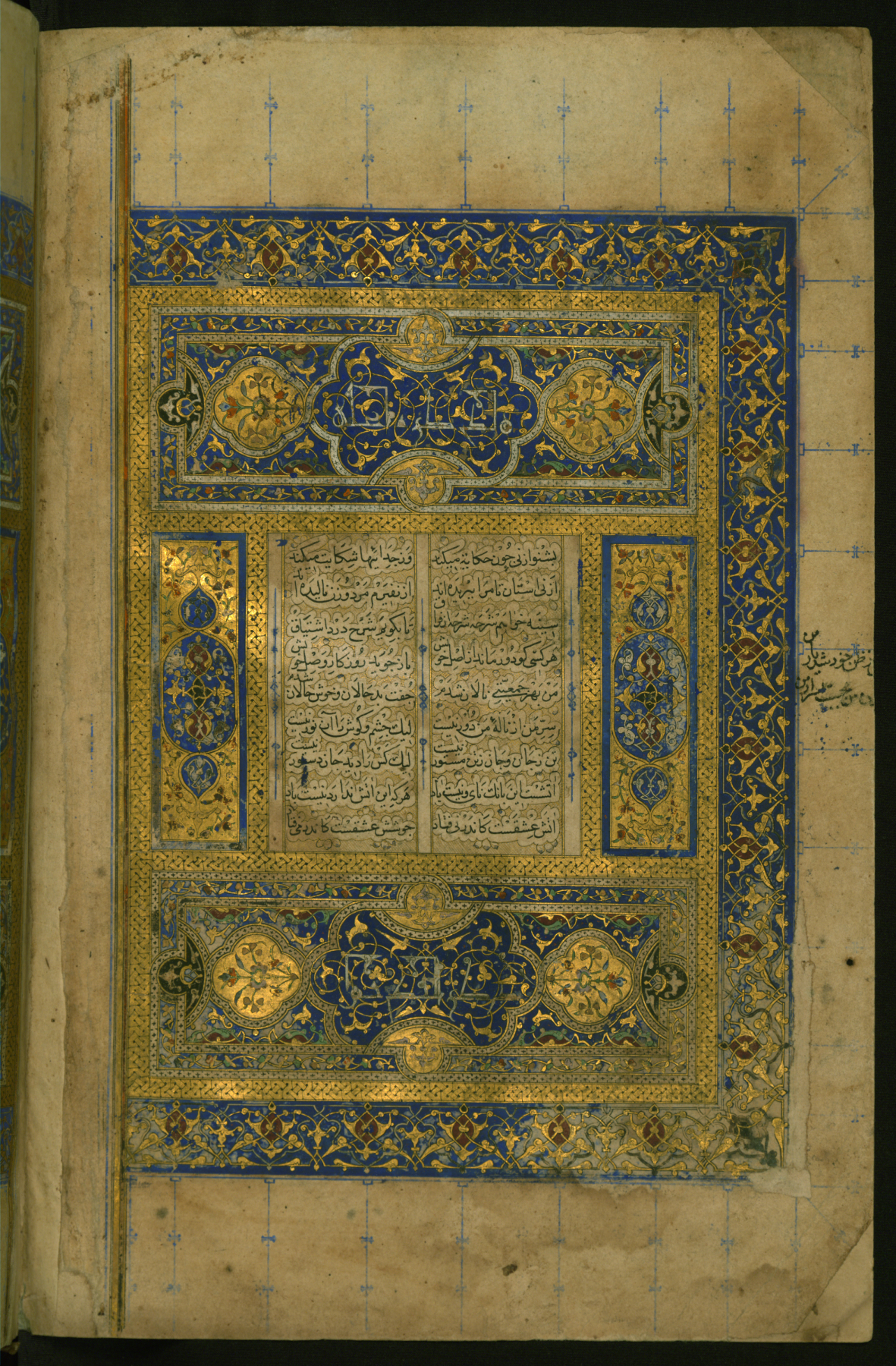

La poésie soufie a été écrite dans de nombreuses langues, à la fois pour :
- la lecture de dévotion privée
- les paroles de la musique jouée pendant le culte ou le dhikr.